# Sveta Marina
 Sveta Marina  (olaszul: Santa Marina d'Albona) falu Horvátországban, Isztria megyében. Közigazgatásilag Rašához tartozik.

## Fekvése
Az Isztria délkeleti részén, Labintól 9 km-re, községközpontjától 10 km-re délkeletre a tengerparton, a Koromačno-fok és Rabac között az azonos nevű kis öbölben fekszik.

## Története
A település Szent Marina tiszteletére szentelt középkori templomáról kapta a nevét. 1857-ben 350, 1910-ben 143 lakosa volt. Lakói hagyományosan halászattal és kis mértékben olajbogyó termesztéssel foglalkoztak. A 19. század végén kezdtek intenzívebben tengeri fuvarozással foglalkozni. A 20. század elején többen dolgoztak cementgyárban, fakitermelésen és kőbányában is. Az első világháború után Olaszországhoz került. A második világháború után Jugoszlávia része lett. Jugoszlávia felbomlása után 1991-ben a független Horvátország része lett. A 20. század második felében lakói már nagyrészt a turizmusból éltek. 1981-ben megnyílt az autóskemping. 2011-ben a falunak 51 lakosa volt.

## Nevezetességei
Szent Marina tiszteletére szentelt templomát a 12. – 13. században építették román stílusban. Középkori apszisát az 1926-os renováláskor elbontották. A templom közelében falmaradványok láthatók, melyeket egykori apácakolostor maradványainak tartanak.

## Lakosság
| Lakosság változása | Lakosság változása | Lakosság változása | Lakosság változása | Lakosság változása | Lakosság változása | Lakosság változása | Lakosság változása | Lakosság változása | Lakosság változása | Lakosság változása | Lakosság változása | Lakosság változása | Lakosság változása | Lakosság változása | Lakosság változása |
| ------------------ | ------------------ | ------------------ | ------------------ | ------------------ | ------------------ | ------------------ | ------------------ | ------------------ | ------------------ | ------------------ | ------------------ | ------------------ | ------------------ | ------------------ | ------------------ |
| 1857               | 1869               | 1880               | 1890               | 1900               | 1910               | 1921               | 1931               | 1948               | 1953               | 1961               | 1971               | 1981               | 1991               | 2001               | 2011               |
| 350                | 407                | 94                 | 104                | 133                | 143                | 0                  | 725                | 151                | 118                | 101                | 65                 | 52                 | 35                 | 42                 | 51                 |